# Ginger Productions
Ginger Productions, al costat de STV Productions, forma part del braç de producció de la xarxa del STV Group plc. Amb seu a Waterhouse Square (Londres),, l'empresa se centra en la programació d'entreteniment i entreteniment factual. Ginger fou adquirida com a part de l'adquisició de STV del grup de mitjans de Ginger Media Group el 1999.
Ginger Productions ha creat TFI Friday, The Priory i Don't Forget Your Toothbrush – que és un format que es pot trobar arreu del món - Detox Camp i Celebrity Detox Camp (Channel 5) van atraure l'atenció de la nació sobre el tractament extremament holístic d'ènemes de cafeïna a Tailàndia. Fou seguit el 2005 amb Extreme Celebrity Detox per Channel 4, que reptava celebritats a provar alguns dels règims de desintoxicació més inusuals i desafiants oferits. The Tribute to the Likely Lads per ITV protagonitzat per Ant & Dec. Don't Drop the Coffin (ITV). Aquesta sèrie seguia les activitats quotidianes d'un equip d'empresaris del sud de Londres i va ser un dels programes que més es va parlar el 2003.
Ginger Productions també és responsable del multiguardonat Cannibals and Crampons per BBC One, que va ajudar a impulsar la carrera de Bruce Parry. Altres programes de Ginger Productions són The True Story of Ferrari per BBC 1, i la sèrie dramàtica per Channel 4 Lock Stock..., basada en la pel·lícula de gàngsters de Londres.
El 2005, Ginger va començar a produir Jack Osbourne: Adrenaline Junkie, una sèrie documental per ITV2. L'equip filma Jack arreu del món mentre intenta reptes. La sèrie ha estat venuda a 12 països, inclosos Nova Zelanda, Corea i Discovery Travel als Estats Units. Fins a la data, s'han emès quatre temporades d' Adrenaline Junkie per ITV2. El 2006 Ginger Productions va fer un altre show per ITV2, protagonitzada per la germana de Jack Osbourne, Kelly Osbourne: Turning Japanese. Altres títols programats han estat Whatever, un show diari per a Sky1 i Take Me to the Edge, un reality per Virgin1.